# Vereinbarung über die gemeinsame Grundstruktur des Schulwesens in zentralen bildungspolitischen Fragen
Die Vereinbarung über die gemeinsame Grundstruktur des Schulwesens in zentralen bildungspolitischen Fragen ist eine 2020 getroffene Absprache aller deutschen Kultusminister in der Kultusministerkonferenz. Sie regelt grundlegende Gemeinsamkeiten der deutschen Schulwesen, die jeweils Ländersache sind.

## Bedeutung
Diese Ländervereinbarung ist durch Beschluss der Kultusministerkonferenz (KMK) vom 15. Oktober 2020 zustande gekommen. Gemäß ihrem Artikel 44 ist es an die Stelle des Abkommens zwischen den Ländern der Bundesrepublik auf dem Gebiete des Schulwesens (sog. Hamburger Abkommen)  vom 28. Oktober 1964 i. d. F. vom 14. Oktober 1971 getreten.
Der Vereinbarung liegen jahrzehntelange vergebliche Bemühungen der Länder zugrunde, das bisherige Hamburger Abkommen zu überarbeiten und einen bildungspolitischen Konsens über einheitliche Grundstrukturen des Schulwesens in der Bundesrepublik Deutschland herbeizuführen.
Nach Unterzeichnung durch die Ministerpräsidentinnen und Ministerpräsidenten der Länder ist die neue Vereinbarung gemäß Art. 41 Abs. 1 am 19. Februar 2021 in Kraft getreten.

## Inhalt
Die Vereinbarung ist inhaltlich in vier Abschnitte gegliedert:
Der erste Abschnitt enthält Grundsätze (Art. 1 bis 3).
Der zweite Abschnitt regelt die Gemeinsamkeiten des Schulwesens (Art. 4 bis 38).
Hier werden als wichtige Themen behandelt: Qualitätssicherung (Art. 4 bis 9), Übergreifende Grundsätze der Bildung und Erziehung (Art. 10 bis 14), Die an der Schule Beteiligten (Art. 15 bis 23), Allgemeine Regelungen (Art. 24 bis 26), Gliederung und Organisation des Schulsystems (Art. 27 bis 33), Lehrerbildung (Art. 34 bis 38).
Der dritte Abschnitt enthält Verfahrensabsprachen (Art. 39 bis 40).
Der vierte Abschnitt enthält Schlussbestimmungen (Art. 41 bis 44).